# Contea di Brookings
La contea di Brookings, in inglese Brookings County, è una contea dello Stato del Dakota del Sud, negli Stati Uniti. La popolazione al censimento del 2000 era di 28 220 abitanti. Il capoluogo di contea è Brookings.